# التطور الإقليمي للولايات المتحدة

خريطة متحركة للتطور الإقليمي للولايات المتحدة.

تشكلت الولايات المتحدة الأمريكية بعد أن أعلنت المستعمرات الثلاث عشرة البريطانية في أمريكا الشمالية استقلالها عن الإمبراطورية البريطانية في 4 يوليو 1776. قررت المستعمرات أنها كانت حرة ومستقلة وفقًا لقرار لي، الذي أقره الكونغرس القاري الثاني في 2 يوليو من نفس العام. أُضفي الطابع الرسمي على الاتحاد في وثائق الكونفدرالية، التي دخلت حيز التنفيذ في الأول من مارس عام 1781، وذلك بعد التصديق عليها من قبل جميع الولايات الثلاث عشرة.
اعترفت بريطانيا العظمى باستقلالها في معاهدة باريس عام 1783، والتي أنهت الحرب الثورية الأمريكية. أدى هذا إلى مضاعفة حجم المستعمرات، التي أصبحت حينها قادرة على الامتداد غربًا عبر خط الإعلان إلى نهر المسيسيبي. نُظِّمَت هذه الأرض إلى أقاليم ثم ولايات، وذلك على الرغم من استمرار بعض النزاعات حول منح الأراضي الممتدة حتى المحيطات التي تطالب بها بعض المستعمرات الأصلية. تنازلت هذه المستعمرات مع مرور الوقت عن تلك الأراضي الممنوحة لصالح الحكومة الاتحادية.
شهدت الولايات المتحدة الأمريكية أولى توسعاتها الكبرى إثر صفقة لويزيانا عام 1803، مما أدى إلى مضاعفة مساحة أراضيها، وذلك على الرغم من أن الحدود الجنوبية الشرقية مع فلوريدا الإسبانية كانت موضع نزاع كبير إلى أن تنازلت إسبانيا عن أراضيها هناك ومطالباتها بأراضي إقليم أوريغون لصالح الولايات المتحدة في عام 1821. أعطت ولاية أوريغون للولايات المتحدة إمكانية الوصول إلى المحيط الهادئ، وذلك على الرغم من أنها كانت مشتركة لبعض الوقت مع المملكة المتحدة. أدى ضم جمهورية تكساس في عام 1845 مباشرة إلى اندلاع الحرب المكسيكية الأمريكية، التي انتصرت فيها الولايات المتحدة الأمريكية وحصلت بعدها على النصف الشمالي من أراضي المكسيك، بما في ذلك المنطقة التي أصبحت فيما بعد ولاية كاليفورنيا.
أصبحت مسألة العبودية أكثر أهمية بالتزامن مع تحرك تطور البلاد غربًا، وشهدت البلاد جدالًا محتدمًا حول ما إذا كانت الأراضي الجديدة ستسمح بالعبودية وبأحداث مثل تسوية ميزوري ونزيف كانساس. وصل التوتر ذروته في عامي 1860 و1861، عندما أعلنت حكومات الولايات الجنوبية انفصالها عن البلاد وشكلت الولايات الكونفدرالية الأمريكية. أدت الحرب الأهلية الأمريكية إلى هزيمة الكونفدرالية في عام 1865 وإعادة قبول الولايات في نهاية المطاف في كونغرس الولايات المتحدة. قدم المسعى الثقافي والسعي لتحقيق القدر المتجلي دافعًا قويًا للتوسع غربًا في القرن التاسع عشر.
بدأت الولايات المتحدة في التوسع خارج أمريكا الشمالية في عام 1856 مع إقرار قانون جزر غوانو، مما أدى إلى المطالبة بالعديد من الجزر الصغيرة وغير المأهولة، ولكن ذات الأهمية الاقتصادية الكبيرة، الواقعة في البحر الكاريبي والمحيط الهادئ. تخلت الولايات المتحدة عن معظم هذه المطالبات في نهاية المطاف، ويرجع ذلك إلى حد كبير إلى المطالبات المتنافسة من بلدان أخرى. بلغ توسع المحيط الهادئ ذروته بضم هاواي في عام 1898، وذلك بعد الإطاحة بحكومتها قبل خمس سنوات. اشترت الولايات المتحدة ألاسكا من روسيا في عام 1867، وهي آخر عملية استحواذ كبيرة في أمريكا الشمالية.
أدى دعم استقلال كوبا عن الإمبراطورية الإسبانية، وغرق السفينة يو إس إس مين، إلى الحرب الإسبانية الأمريكية في عام 1898، والتي انتصرت فيها الولايات المتحدة الأمريكية وحصلت بموجبها على بورتوريكو وغوام والفلبين، واحتلت كوبا لعدة سنوات. استحوذت الولايات المتحدة على ساموا الأمريكية في عام 1900 بعد نهاية الحرب الأهلية الثانية في ساموا. اشترت الولايات المتحدة جزر فيرجن الأمريكية من الدنمارك في عام 1917. بقيت بورتوريكو وغوام مناطق تابعة للولايات المتحدة، وحصلت الفلبين على استقلالها في عام 1946، بعد أن كانت مسرحًا رئيسيًا للحرب العالمية الثانية.
عهدت الأمم المتحدة بالعديد من الجزر إلى الولايات المتحدة بعد الحرب، وخرجت جزر مارشال وولايات ميكرونيسيا المتحدة وبالاو من منطقة الوصاية كدول مستقلة، في حين أصبحت جزر ماريانا الشمالية أرضًا أمريكية. كان آخر تغيير دولي كبير هو الاستحواذ في عام 1904، واستعادة بنما في عام 1979، وهي منطقة أمريكية غير تابعة لأي ولاية وتتحكم بقناة بنما. تنازلت الولايات المتحدة بشكل نهائي عن السيطرة الرسمية على المنطقة لبنما في عام 1999.
حافظت الولايات المتحدة بشكل عام على الحدود الأصلية للولايات بعد ترسيمها. أُنشِئَت ثلاث ولايات فقط (كنتاكي، ومين، ووست فرجينيا) مباشرة من منطقة تنتمي إلى ولاية أخرى (على الرغم من أن فيرمونت وافقت في وقت قبولها في الاتحاد على دفع تعويض مالي لنيويورك للتخلي عن مطالبتها بالأرض)؛ أما بالنسبة لجميع الولايات الأخرى، فأُنشِئَت من الأراضي الفيدرالية أو من عمليات الاستحواذ. توسعت أربع ولايات (لويزيانا وميسوري ونيفادا وبنسلفانيا) بشكل كبير من خلال الحصول على أراضي فيدرالية إضافية بعد قبولها الأولي في الاتحاد. كانت أريزونا آخر ولاية تأسست في الولايات المتحدة المتجاورة في عام 1912، والتي يطلق عليها عادة «الولايات الثماني والأربعون السفلى». كانت هاواي الولاية رقم 50 والأحدث التي قُبِل انضمامها إلى الاتحاد في عام 1959.

## الضفاف على طول نهر ريو غراندي
سمحت اتفاقية بانكو لعام 1905 بين الولايات المتحدة والمكسيك، على إمكانية تعديل الحدود لتتبع مجرى نهر ريو غراندي الجديد، وذلك في حالة حدوث تغييرات مفاجئة في مساره (بفعل الفيضانات على سبيل المثال). أدت هذه التغيرات المفاجئة غالبًا إلى إنشاء الضفاف (أرض محاطة بانحناءات في النهر والتي أصبحت معزولة عن أي من البلدين عن طريق التغيير المفاجئ لمسار مجرى النهر، ويحدث ذلك غالبًا بسبب الترسب أو الانسلاخ السريع لقاع النهر الرسوبي)، خاصة في وادي ريو غراندي السفلي. تحقق اللجنة الدولية للحدود والمياه فيما إذا كانت الأراضي التي كانت مملوكة سابقًا للولايات المتحدة أو المكسيك يجب اعتبارها على الجانب الآخر من الحدود عند إنشاء هذه الضفاف. كانت المساحة المُنتقلة من الأراضي ضئيلة للغاية (تتراوح بين فدان واحد و 646 فدانًا) وكانت غير مأهولة بالسكان؛ وذلك في جميع حالات هذه التعديلات على طول نهر ريو غراندي بموجب اتفاقية عام 1905، والتي حدثت في 37 تاريخًا مختلفًا من عام 1910 حتى عام 1976.